# Franciszek Kareu
Franciszek Kareu (ur. 10 grudnia 1731 w Orszy, zm. 11 sierpnia 1802 w Połocku) – polski duchowny katolicki pochodzenia walijskiego (prezbiter), jezuita, misjonarz. Był Tymczasowym Wikarym Generalnym w Rosji od 1799 do 1801. Po tajnej aprobacie Piusa VII istnienia Towarzystwa Jezusowego w Rosji został mianowany jako Przełożony Generalny Towarzystwa Jezusowego (1801–1802). Jego następcą był Gabriel Gruber TJ. 
Urodził się w rodzinie pochodzenia walijskiego (Carew), osiadłej na Litwie. Zdobył wykształcenie w Orszy, nim wstąpił do zakonu. Po dwóch latach nowicjatu w Wilnie (1754–56), wykładał w kolegium jezuitów w Krożach (1756–58) potem studiował teologię w Pińsku (1759–63) gdzie otrzymał święcenia kapłańskie w 1762 r. Działał w Połocku aż do śmierci w 1802.